# محمود ریاض
محمود ریاض (عربی: محمود رياض؛ ۸ ژانویهٔ ۱۹۱۷ – ۲۵ ژانویهٔ ۱۹۹۲) سیاستمدار، و دیپلمات اهل مصر بود. وی از ۱ ژوئن ۱۹۷۲ تا مارس ۱۹۷۹ دبیرکل اتحادیه عرب بود.
محمود ریاض در ۲۵ ژانویه ۱۹۹۲، در سن ۷۵ سالگی بر اثر سکته قلبی درگذشت.